# Карпан, Мартин
Карлос Мартин Карпан (исп. Carlos Martín Karpan, род. 3 июня 1974) — аргентинский актёр.

## Биография
Состоит в гражданском браке с актрисой Жарик Леон. В 2008 году у пары родился сын Лусиано.

## Фильмография

### Телевидение
- 1996 — Отпущенные — Мариано
- 1997 — От всего сердца — Николас
- 1998 — La nocturna
- 1998 — Бедняки — Рубен
- 1998 — Как вы и я — Мануэль Андраде
- 2000 — Primicias
- 2000 — Calientes — Рей
- 2000 — Вечные поиски
- 2000 — Крылья любви — Леонель Диас
- 2002 — Максимо в моем сердце — Роберто Гомес
- 2003 — Подлинный Родриго Леаль — Родриго Леаль
- 2004 — Я научу тебя любить — Луис Карлос Лопес
- 2005 — Вторая жизнь — Андрес Корона
- 2006 — Вдова Бланко — Амадор Бланко
- 2007 — Новый богач, новый бедняк — Андрес Феррейра / Галиндо
- 2008 — Лицо Аналии — Даниель Монтьель
- 2011 — Секретарь — Феликс Сегура

### Кино
- 1996 — Flores amarillas en la ventana — Рикардо